# Toll

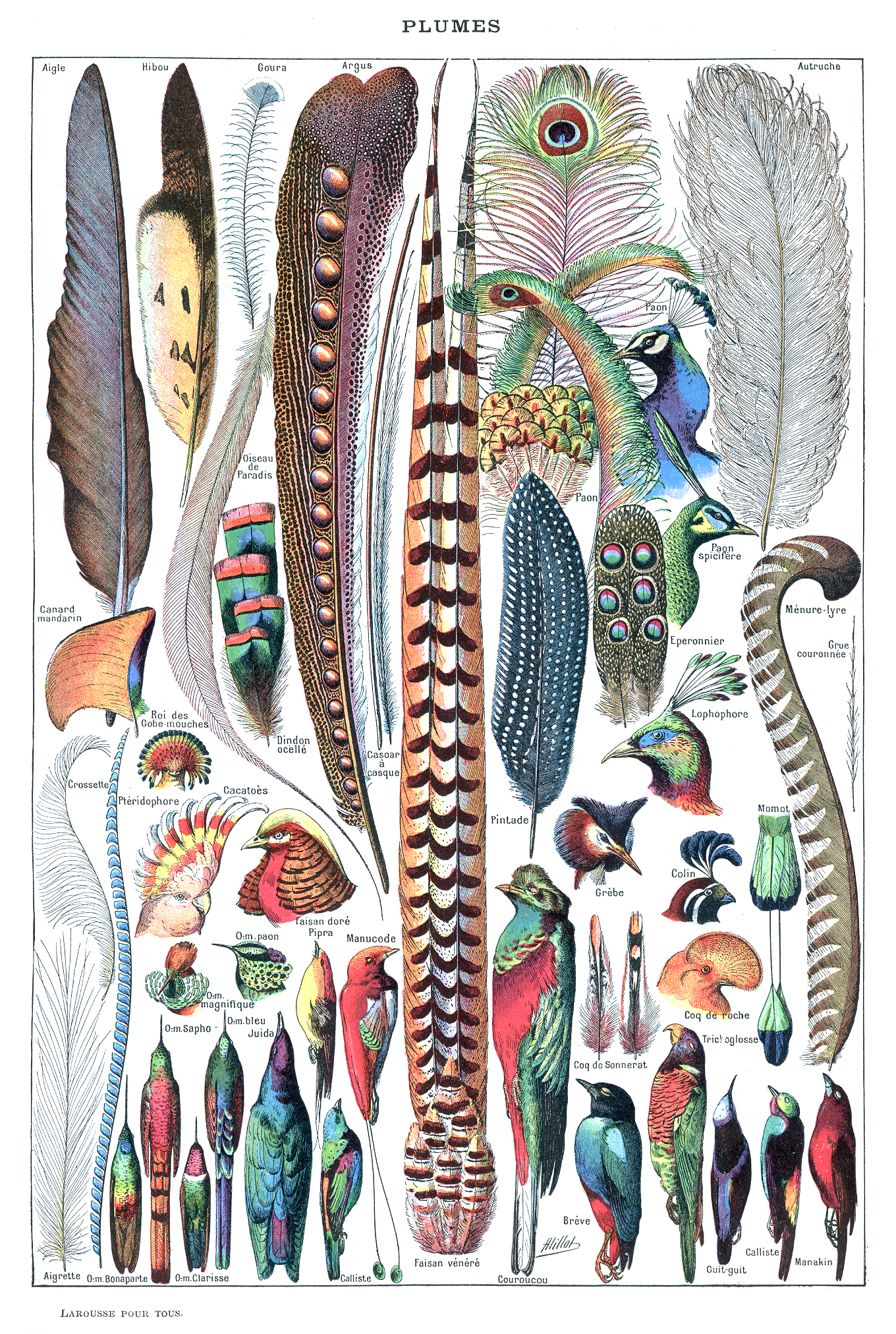
Tollvariációk

A toll a madarak kültakarójának jellemző része, evolúciójuk során testük egyik legtökéletesebben specializálódott képlete. Könnyű, erős, de rugalmas és nehezen törik. Történetileg idősebb, mint a madarak maguk: már dinoszaurusz őseik is rendelkeztek tollakkal.
A tollak összessége a tollazat. Ez jellemző a madarak egyes csoportjaira, gyakran ennek alapján ismerhetők fel (a magyar közmondás szerint: „Madarat tolláról, embert barátjáról ismerni meg”). Szerepe van a repülésben, az állat testének hő, illetve víz elleni szigetelésében; gyakran a rejtőzködésben, illetve éppen ellenkezőleg, az udvarlásban is. A tollak száma is jellemző a fajra: egy hattyúfaj egyedeinek testén több mint 25 ezer tollat számoltak meg, egy kolibrifaj testén mintegy 940-et.
A tollak a bőr irharétegében lévő szemölcsökben helyet foglaló tolltüszőkből nőnek ki; a fejlődő, új tollak kezdetben véresek, tokosak. A madarak testén a tollas pászták tollatlan mezsgyékkel váltakoznak; utóbbiak a testhajlatokra és a hasra jellemzőek. Tollaikat a farok alatti mirigyek termelte váladékkal vízhatlanítják, például amikor „tollászkodnak”. A tollazatot évente legalább egyszer levedlik, azaz a régi, elhasználódott tollak lehullanak és helyükbe újak nőnek.
A tollazat a madár nemére és életkorára is jellemző. Fióka korukban pelyhes; ilyenkor színe, mintázata eltérő a felnőtt egyedekétől. Változik a tollazat akkor is, amikor a madár költ: ilyenkor a hasat fedő, oldalról behajló tollak kihullanak. A télen ugyanazon egyed testét több toll fedi, mint nyáron.

## Felépítése, fajtái
Sokfajta szerepének ellátása érdekében a tollnak rengeteg része van:
- Közepén fut végig a gerinc, azaz scapus.
  - Ennek szára a rhachis, amin kétfelől van a
    - zászló vagy lobogó (vexillum).

  - alsó, zászlótlan része a cséve, azaz calamus;
    - az ebben található, összetöpörödött sejtes hártya a toll lelke (Arcanum).

A gerinc rendszerint ívelt, kemény, kifelé vékonyodó, üreges.
A két zászló közül a külső rendszerint keskenyebb (Romhányi). Mindkét zászló egy sor párhuzamos, a gerinchez ferdén csatlakozó tollsugárból avagy tollemezből (rami) áll. Ezek ismét kétsorosan álló kisebb sugárkákra (sudarakra), lemezkékre vagy tollcimpákra (radii) oszlanak, azok pedig harmadrendű elágazásként egészen apró, csak nagyítóval látható horgocskákat, (hamuli) viselnek (Arcanum). Ezek a kis, kerek horgocskák az átellenes barázdáiba (cimpáiba) kapaszkodnak, ezerszeresen rögzítve egymáshoz a szomszédos sudarakat. Ettől a zászló úgy lesz rugalmas, felülete pedig összeálló, hogy sokkal könnyebb, mintha tömör szarulemez lenne (Urania).
Némely madárfaj egyes tollainak szára kétágú, azaz a fő szárból ugyancsak zászlós, de a fő szárnál lágyabb oldalhajtás nyúlik ki. Ezek az úgynevezett vendégszáras tollak (hyporhachis, Arcanum).
A jellemző tolltípusok:
- Pehely- vagy testtollak - Közvetlenül a bőr fölött helyezkednek el, ágaik puhán szétterülők. Jó hőszigetelők.
- Kontúr- vagy fedőtollak - A pehelytollak felett helyezkednek el.
- Evező (szárny)- és kormánytollak (farktollak) - A repülésben van jelentős szerepük, formájuk, nagyságuk, színük változatos.
- Módosult dísztollak.

## Az emberi kultúrában
A tollat az ember számos különböző formában használta és használja fel. Volt fejfedő- illetve ruhadísz, rangjelölő szimbólum, íróeszköz, párnatöltelék, sőt még fegyvertartozék is (nyílvesszőtoll). Érdekes észrevenni, hogy a madarak háztetőcserép-szerűen egymásra boruló tollazati mintázatát (szimmetria) is eltanulta az ember a természettől. Nemcsak a toll egymagában, hanem a toll, mint állati testet fedő tollrendszer is ismeretgazdagításra szolgált.